# Jenniffer González
Jenniffer Aydin González Colón, née le 5 août 1976 à San Juan, est une femme politique portoricaine, avocate de formation. Membre du Nouveau Parti progressiste, elle est commissaire résident de Porto Rico de 2017 à 2025. 
En 2024, elle est élue gouverneure de Porto Rico à la suite de sa victoire lors des élections générales de novembre et entre en fonction le 2 janvier 2025.

## Biographie

### Formation et débuts en politique
Elle est titulaire d'une licence en science politique de l'université de Porto Rico et d'un Juris Doctor suivi d'une maîtrise en droit avec une spécialisation en litige et méthodes alternatives de résolution des conflits de la faculté de droit de l'université inter-américaine.
Jenniffer González a occupé plusieurs postes de direction au sein du Nouveau Parti progressiste[Lesquels ?]. Elle siège à la chambre des représentants de Porto Rico à partir de 2002 et la préside de 2009 à 2013, faisant d'elle la plus jeune personne à exercer cette fonction. En 2013, elle devient la porte-parole de la minorité lorsque le Parti populaire démocrate (PPD) devient majoritaire.

### Commissaire-résidente

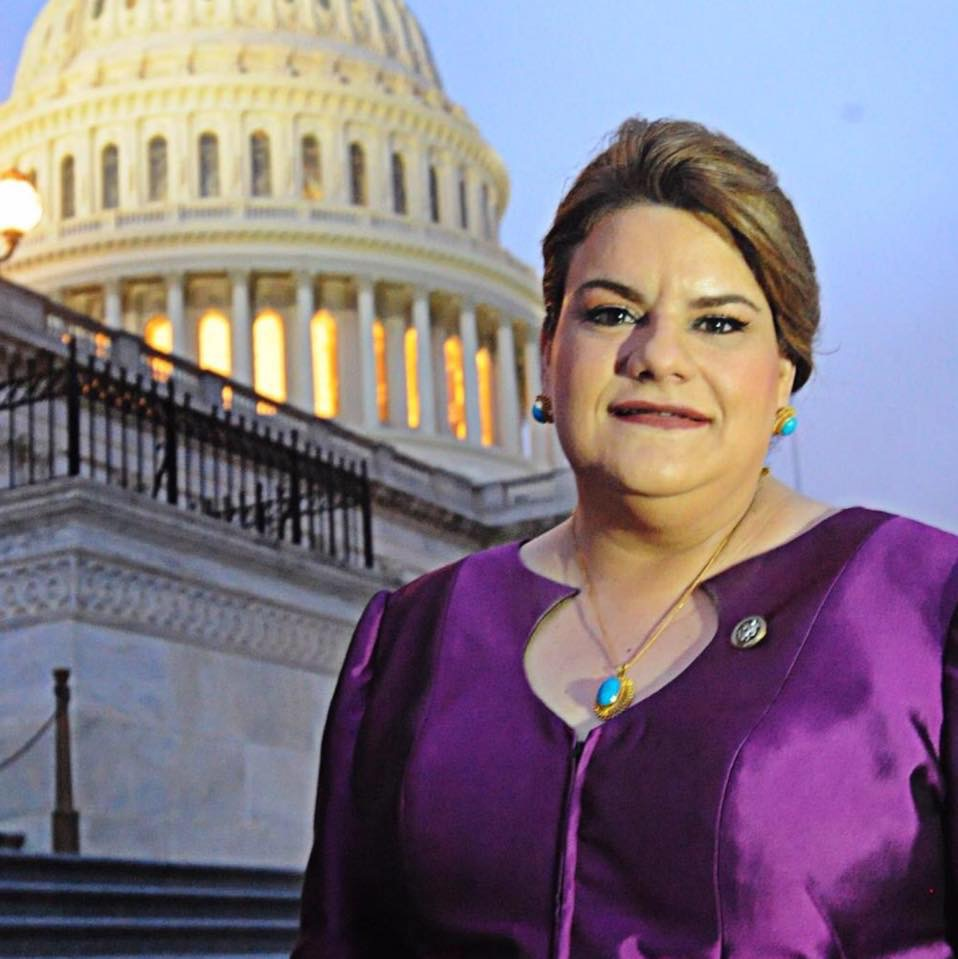
Jenniffer Gonzalez, commissaire résidente.

Le 14 septembre 2015, González annonce sa candidature pour succéder à Pedro Pierluisi en tant que commissaire résident de Porto Rico. Le 5 juin 2016, elle remporte les primaires avec 70,54 % des suffrages face à son adversaire Carlos Pesquera. Le 8 novembre 2016, elle est élue avec 48,77 % des voix, face au candidat du PPD Hector Ferrer, devenant ainsi la première femme et le plus jeune représentant à être élu. Le 3 novembre 2020, elle est réélue avec 40,85 % des voix.

### Gouverneure de Porto-Rico
En septembre 2023, Jenniffer González annonce se présenter à la primaire du Nouveau Parti progressiste pour l'élection du gouverneur de 2024 face au sortant Pedro Pierluisi. Le 2 juin 2024, elle remporte la primaire de son parti pour l'élection du mois de novembre.
Le 5 novembre 2024, Jenniffer González remporte l'élection au poste de gouverneur avec près de 40 % des voix. Elle prend ses fonctions de gouverneur le 2 janvier 2025 et devient la deuxième femme élue à ce poste après Sila María Calderón et la troisième à l'occuper après cette dernière et Wanda Vázquez. 